# Triportheidae
Die Triportheidae sind eine Familie aus der Ordnung der Salmlerartigen die in Südamerika und auf der Karibikinsel Trinidad beheimatet ist. Die Familie besteht aus drei Unterfamilien und zwei Gattungen, die keiner Unterfamilie zugeordnet werden. Alle wurden ursprünglich in die Familie Characidae gestellt. Die nahe Verwandtschaft dieser Gruppen gründet sich ausschließlich auf den Vergleich von DNA-Sequenzen aus zwei Genen der mitochondrialen DNA und von drei Genen aus dem Zellkern und wird bisher nicht durch morphologische Merkmale gestützt.
Die Fische sind langgestreckt, überwiegend silbrig gefärbt und werden 4,2 bis fast 25 cm lang. Sie leben überwiegend im Freiwasser in Schwärmen.

## Systematik
Gegenwärtig zählen 23 Arten in fünf Gattungen zur Familie Triportheidae.
- Unterfamilie Triportheinae, 18 Arten
- Unterfamilie Agoniatinae, 2 Arten
- Unterfamilie Clupeacharacinae, 1 Art
- incertae sedis
  - Engraulisoma taeniatum
  - Lignobrycon myersi

Die Triportheidae sind wahrscheinlich die Schwestergruppe einer von den Beilbauchsalmlern (Gasteropelecidae) und den forellen- bzw. lachsähnlichen Bryconidae (Bryconinae u. Salmininae) gebildeten Klade. Alle drei zusammen sind die Schwestergruppe der Echten Salmler.